# Hemeroblemma saundersi
Hemeroblemma saundersi là một loài bướm đêm trong họ Erebidae.